# Os Garotos Virgens de Ipanema
Os Garotos Virgens de Ipanema é um filme brasileiro de comédia de 1973 dirigido por Osvaldo de Oliveira e produzido na Boca do Lixo.

## Sinopse[2]
Dani é um garoto atingindo a puberdade e seu pai anda preocupado por ver que ele não se interessa pelo sexo oposto. Todas as suas atitudes fazem com que o pai desconfie de sua masculinidade. Todavia, tudo não passa de mera desconfiança, pois, na verdade, Dani é um rapaz normal como qualquer outro. Ele e seu primo Larry armam as maiores confusões com as mulheres da vizinhança. Entretanto, todas as aventuras dos dois garotos não passam daquilo que se convencionou chamar de período 'pré-primeira-experiência-sexual'. Após receber carta de de seu primo revelando-lhe que já era 'homem' Dani resolve atirar-se a uma aventura que fosse definitiva, mas todas as tentativas são frustradas. Finalmente, um dia, seu pai adoece e sua linda secretária passa a viver na casa de Dani. Este começa a investir sobre a moça, até que finalmente consegue realizar-se como 'homem'. A cena é acidentalmente presenciada pelo pai, que finalmente, pode respirar aliviado, apesar de sentir-se de certo modo, traído pelo próprio filho com sua secretária.

## Elenco
| Elenco Original    | Elenco Original         |
| Ator               | Papel                   |
| ------------------ | ----------------------- |
| Mário Benvenuti    | Guido Trombetta         |
| André Luiz         | Danilo "Dani", o virgem |
| Ricardo Picchi     | Larry, o virgem         |
| Elisabeth Hartmann | Laura                   |
| Deivy Rose         | Campeã de Natação       |
| Rita Helena        | Vitória Régia           |
| Nadir Fernandes    | Secretária              |
| Carlos Miranda     | Médico                  |
| Letácio Camargo    | Administrador           |
| Enoque Batista     | Capataz                 |

## Censura[3]
Foi proibido por censores o lançamento do filme na época da Ditadura Militar. Foi lançado em 1977 na Itália. 